# 沢木和也
沢木 和也（さわき かずや、1967年3月25日 - 2021年6月19日）は、日本のAV男優、実業家。既婚。

## 略歴
- 埼玉県川口市出身[1] 。三行広告で仕事探しをし、AV男優となる[1]。
- 1980年代のアダルトビデオ創成期から活躍したベテランAV男優。通称・ナンパの帝王[2]。
- 1995年頃に結婚し一児をもうける。2013年、出張ホストクラブ「IN BLISS」を開業し、オーナーホストをしていた[3][4]。
- 2020年4月11日、自身のTwitterアカウントへの投稿で「食道がんと下咽頭がんに冒されている」ことを公表した[2][5]。
- 2021年6月19日に死去したことが、27日0時55分になって同級生のTwitter投稿で公表され[6]、同日16時47分の妻によるTwitter投稿で正式に公表された[7][8]。54歳没。
  - 沢木自身による生前最後のツイートは「もう無理」であった（6月14日14時33分投稿）[9]。

## 人物
趣味は温泉めぐり、テレビドラマ観賞。
モットーは『好きなようにやる』。
「性はもっとオープンであるもの」という持論があり、AV男優という職業を選んだことは、「個人の選択としては大正解」と述べているが、アダルト産業は「ちゃんとした仕事じゃない」「もっとアングラであるべき」とも述べている。
姪（姉の娘）の結婚式に呼ばれるも、「迷惑がかかるから」と拒否。姉は、沢木がAV業界で裏方の仕事をしていると思っていたのだが、男優をしていたと知り、沢木の生き方を否定。以後、絶縁状態で、癌になったことも姉には知らせていなかった。

## 代表作
- 『沢木和也のナンパ王国』シリーズ（ステラ、1991～1994年）
- 『沢木和也のナンパ帝国』シリーズ（アトラス21、1994～2000年）
- 『沢木和也のナンパ200X』シリーズ（アトラス21、2000～2001年）
- 『全国縦断ラブワゴン うまのり』シリーズ（アトラス21、2001～2002年）
- 『沢木和也・南佳也のナンパ大帝国』シリーズ（アトラス21、2003～2004年）
- 『元祖 沢木和也のナンパ本舗』シリーズ（ヒビノ、2005年）

## 著書
- AV男優直伝 ナンパの極意（KKロングセラーズ、1993年7月1日）
- 伝説のAV男優 沢木和也の「終活」 癌で良かった（彩図社、2021年6月29日）[12]